# Агаев, Насими Мухаммедали оглы
Насими Мухаммедали оглы Агаев (азерб. Nəsimi Məhəmmədəli oğlu Ağayev; род. 1979) — азербайджанский дипломат. Посол Азербайджана в Германии.

## Биография
Родился в 1979 году. В 1999 году окончил факультет международных отношений и международного права Бакинского государственного университета. В 2001 году получил степень магистра того же факультета.
В 2000 году окончил специальный курс Венской дипломатической академии по европейским наукам.
В 2005 году получил степень магистра европейского права Европейского института Саарского университета.
В 2008 — 2009 годах осуществлял научно-исследовательскую деятельность в центре изучения Европы, России и Евразии университета Торонто.
С 1999 по 2000 год — атташе управления Европы, США и Канады МИД Азербайджана.
С 2000 по 2003 год — третий секретарь, атташе посольства Азербайджана в Австрии.
В 2005 году — третий секретарь, с 2008 по 2010 год второй, первый секретарь первого Западного территориального управления МИД Азербайджана.
С 2005 по 2008 год — третий, второй секретарь посольства Азербайджана в Германии.
С 2010 по 2012 год — первый секретарь, советник посольства Азербайджана в США.
10 апреля 2012 года присвоен ранг чрезвычайного и полномочного посланника первой степени.
С 10 апреля 2012 по 19 августа 2022 — Генеральный консул Азербайджана в г. Лос-Анджелес, США.
19 августа 2022 года присвоен ранг чрезвычайного и полномочного посла.
Посол Азербайджана в Германии (c 19 августа 2022).
Владеет азербайджанским, английским, немецким, русским, французским, испанским, турецким языками.

## Награды
- Медаль «Прогресс» (9 июля 2019 года) — за плодотворную деятельность в органах дипломатической службы Азербайджанской Республики[6]